# Gens Valeria
Gens Valeria, Valerius eller Valerii, var en framstående antik romersk patricierätt. Den räknades till gentes maiores, de fem släkter som dominerade politiken under den romerska republiken, och 40 av dess medlemmar blev konsuler eller konsulartribuner. Ätten är unik i det att ingen annan gens var framstående under så lång tid. Det fanns senare även plebejiska grenar av släkten.
Gens Valeria anses ha varit av sabinskt ursprung, och dess förfader Volesus sägs ha kommit till Rom tillsammans med (den mytologiske) Titus Tatius. Publius Valerius Poplicola, ättens förmodade verklige stamfader, var inblandad i störtandet av den sista kungen och lär ha varit konsul år 509 f.Kr., republikens första år. Från denna tid fram till slutet av kejsartiden nästan tusen år senare förekom Valerii ofta bland de höga ämbetsmännen. Ätten innehade flera särskilda privilegier i Rom, som rätten att ha dörrar som öppnades utåt mot gatan, till en särskild plats på Circus där en liten tron var placerad, och att begrava sina medlemmar innanför stadsmurarna. I den tidiga republiken var Valerii främst bland gentes i att förespråka plebejers rättigheter, och deras lagförslag handlade ofta om ökade friheter till folket.
Det fanns flera grenar av Gens Valeria redan under den romerska republiken, med följande cognomen:
- Corvus, alternativt Corvinus
- Falto
- Flaccus
- Laevinus
- Maximus
- Mesalla
- Potitus
- Publicola, alternativt Poplicola
- Tappo
- Triarius
- Volusus

Det fanns även andra cognomen till namnet Valerius, som tros ha tillhört frigivna slavar eller klienter till gens Valeria.
Flera kejsare, framförallt under dominatet, hette Valerius.